# Бројевна права
Бројевна права је права на којој су сви  реални бројеви (реални бројеви укључују и рационалне и ирационалне бројеве) повезана са једном тачком. Бројевна права се користи за представљање бројева и  графика израчунавања. На прави се прво одабира тачка О (лат. origo порекло), која представља  нулу, а затим јединствену тачку 1. Дужина од О до 1 представља дужину јединице. Тачке на десној страни у односу на О одговарају позитивним реалним бројевима, а на левој страни негативним. Било који стварни број к одговара тачки к, тако да је дужина  О-к  (мерено у дужини јединице) једнака  к  у јединичним дужинама. Између било која два реална броја налази се бесконачно много рационалних бројева и ирационалних бројева. 

## Координатни системи
Координатни систем је систем који омогућава представу  тачке,  криве,  смера,  површине) , у  равни или простору користећи бројеве, такозване координате. Постоји неколико различитих координатних система у математици и другим областима:
- Бројевна права
- картезијански или правоугаони координатни систем,
- поларни координатни систем,
- цилиндрични координатни систем,
- сферни координатни систем,
- географске координате,
- небески координатни системи.

Одређивање положаја уз помоћ координата било је већ познато у  Древном Египту  грађевинарима и  Вавилонским астрономима. Картезијански координатни систем увео је Рене Декарт. Поставке Декарта омогућило је да се многа  геометријска тела систематски проучавају много јачим методама  аналитичке геометрије,  алгебре и анализама; тако, на пример, криве се проучавају помоћу [једначина | једначења]] које задовољавају координате њихових тачака. Оно што је још важније, у новом веку веза између геометрије, алгебре и анализе омогућила је да се геометријски вид, а тиме и много плоднија интуиција, користе у решавању проблема алгебре и анализе. Дакле, картезијански координатни систем је основа развоја и успеха модерне  линеарне алгебре (векторски простор), као и многих његових надградњи] [[[функционална анализа | функционална анализа]],  диференцијалне геометрије,  алгебарска геометрија).